# Notre-Dame-d'Aliermont
Notre-Dame-d'Aliermont è un comune francese di 678 abitanti situato nel dipartimento della Senna Marittima nella regione della Normandia.

## Società

### Evoluzione demografica
Abitanti censiti